# Новоселово (Марий Эл)
 Новоселово  — деревня в Советском районе Республики Марий Эл. Входит в состав Алексеевского сельского поселения.

## География
Находится в центральной части республики Марий Эл на расстоянии приблизительно 6 км по прямой на запад от районного центра посёлка Советский.

## История
Деревня была основана как починок переселенцами из деревни Пантуши Верх-Ушнурского сельсовета в начале 1900-х годов. В 1939 году здесь проживали 88 человек (русские в большинстве). В 1956 году в Новоселове было 25 хозяйств, в 1963 году — 18, в 1973 году — 16, в 1993 году — 10 хозяйств. В советское время работали колхозы имени Карла Маркса и «Искра». За этот период национальный состав в деревне полностью поменялся.

## Население
Население составляло 14 человек (мари 86 %) в 2002 году, 11 в 2010.